# Deutsche Dreiband-Meisterschaft 1954

Veranstaltungsort: Nürnberg

Die Deutsche Dreiband-Meisterschaft 1954 (DDM) war die 22. Ausgabe dieser Turnierserie und fand vom 10. bis 13. Juni in Nürnberg, Bayern statt.

## Geschichte
Das Teilnehmerfeld war, bis auf Walter Lütgehetmann, pünktlich eingetroffen. Wie sich herausstellte, war dieser mit einem Motorschaden liegengeblieben und hatte dadurch eine mehrstündige Verspätung. Obwohl bei seinem Eintreffen die ersten Partien schon gespielt waren, ließ die Turnierleitung ihn noch teilnehmen und am Ende belegte er noch den dritten Platz.
Einen neuen Turnierrekord spielte der Düsseldorfer Siegfried Spielmann in seiner Partie gegen den Kölner Ernst Rudolph. Spielmann schraubte den von August Tiedtke 1935 aufgestellten Serienrekord von 11 um gleich vier Punkte auf 15 hoch. Spielmann hatte damit ebenfalls Tiedtkes deutschen Rekord von der vorjährigen WM in Antwerpen von 12 Punkten überboten. Stürmischer Beifall und Gratulationen führten zu einer Unterbrechung des Turniers, das erst nach dem Abklang der minutenlangen Ovationen fortgesetzt werden konnte. Diese Rekordmarke ist seitdem noch für die DDM gültig und wurde noch von keinem Spieler eingestellt (Stand: August 2013). Trotz größter Anstrengungen verlor sein Kontrahent am Ende äußerst knapp mit 49:50. Seinen einzigen Matchverlust hatte Spielmann, mit 25:50 relativ deutlich, gegen August Tiedtke. Dieser holte sich ohne Siegverlust seinen 13. Titel und den neunten in Folge, eine bis heute gültige Rekordmarke.

## Modus
Es spielte „Jeder gegen Jeden“ (Round Robin) auf 50 Punkte mit Nachstoß. Der dritte Platz wurde nicht ausgespielt.

## Abschlusstabelle
| MP    | Match Points (Sieger = 2; Unentschieden = 1; Verlierer = 0) |
| Pkte. | Erzielte Karambolagen                                       |
| Aufn. | Benötigte Versuche                                          |
| GD    | Generaldurchschnitt                                         |
| BED   | Bester Einzeldurchschnitt eines Spielers                    |
| HS    | Höchstserie                                                 |
|       | Bester GD des Turniers                                      |
|       | Bester ED des Turniers                                      |
|       | Beste HS des Turniers                                       |
|       | 1. Platz (Gold)                                             |
|       | 2. Platz (Silber)                                           |
|       | 3. Platz (Bronze)                                           |

| 1                          | August Tiedtke (Düsseldorf)          | 14:0 | 350 | 408 | 0,857 | 1,190 | 10 |
| 2                          | Siegfried Spielmann (Düsseldorf)     | 12:2 | 325 | 546 | 0,595 | 0,684 | 15 |
| 3                          | Walter Lütgehetmann (Frankfurt/Main) | 10:4 | 334 | 547 | 0,610 | 0,819 | 5  |
| 4                          | Willi Schmitz (Düsseldorf)           | 8:6  | 294 | 532 | 0,552 | 0,819 | 7  |
| 5                          | Ernst Rudolph (Essen)                | 4:10 | 319 | 495 | 0,644 | 0,925 | 5  |
| 6                          | Gert Tiedtke (Koblenz)               | 4:10 | 288 | 511 | 0,563 | 0,781 | 5  |
| 7                          | Rudolf Frank (Nürnberg)              | 4:10 | 267 | 567 | 0,470 | 0,684 | 5  |
| 8                          | Richard Lämmerzahl (Nürnberg)        | 0:14 | 165 | 474 | 0,386 | –     | 6  |
| Turnierdurchschnitt: 0,575 |                                      |      |     |     |       |       |    |